# Daimari Beach
Der Daimari Beach ist eine Bucht an der Nordostküste der Karibikinsel Aruba. 

## Beschreibung
Daimari mit seinem Sandstrand und anschließenden Wanderdünen befindet sich im Parke Nacional Arikok. Es ist ein beliebter Ort als Ausflugsziel, da die Nebenstraße, die von der Hauptstraße 6 abzweigt und kurz vor der Bucht endet und gut befahrbar ist. Bekannt wurde der Ort besonders durch den Daimari Rancho Eco Resort mit seinen Reitsportaktivitäten entlang der vom Autoverkehr abgelegenen Nordostseite der Insel. 
Der weiße Sandstrand mit Klippen ist wegen der starken und konstanten Unterströmungen für Schwimmer nicht ungefährlich. Der Strand wird nicht durch Rettungsschwimmer bewacht. 